# نيكولاي مياسكوفسكي
نيكولاي ياكوفليفيتش مياسكوفسكي (20 أبريل 1881 – 8 أغسطس 1950)، هو ملحن سوفييتي روسي ولد بالقرب من وارسو، كونغرس بولندا، الإمبراطورية الروسية. يلقب أحيانًا بـ «سيد السمفونية السوفييتية». مُنح جائزة ستالين خمس مرات، أكثر من أي ملحن آخر.

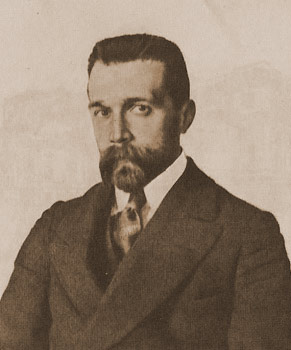
نيكولاي ياكوفليفيتش مياسكوفسكي، 1912

## حياته
ولد مياسكوفسكي في قلعة مودلين، بالقرب من وارسو، كونغرس بولندا، الإمبراطورية الروسية، وهو ابن لضابط مهندس في الجيش الروسي. بعد وفاة والدته، تولت مسؤولية تربية العائلة عمته، ييليكونيدا كونستانتينوفنا مياسكوفسكايا، مغنية في أوبرا سانت بطرسبرغ، شجعته على اهتماماته وموهبته الموسيقية. انتقلت عائلة مياسكوفسكي إلى سانت بطرسبرغ عندما كان في سن المراهقة.
على الرغم من تعلم مياسكوفسكي العزف على البيانو والكمان، إلا أن والده لم يرد له مزاولة مهنة موسيقية، الأمر الذي أدى إلى عدول مياسكوفسكي عن قرار متابعة مهنة موسيقية، وبذلك دخل الجيش برغبة والده. مع ذلك، فإن أداء سمفونية تشايكوفسكي «باثيتيك» الذي قام به آرثر نيكيش في عام 1896 ألهمه ليصبح ملحنًا. في عام 1902 أكمل تدريبه كمهندس، مثل والده.
في عام 1903 ، اتخذ مياسوفسكي دورة في «الهارمونيا» (harmony) من رينهولد جليير، مما ساعده على اتخاذ قرار بشأن مهنته الموسيقية. واصل مياسكوفسكي دراسته مع نيكولاي ريمسكي كورساكوف وأناتولي ليادوف في معهد سانت بطرسبرغ الموسيقي (1906-1911)؛ فازت سيمفونيته الأولى (1908) بمنحة دراسية سمحت له بإكمال تعليمه. أمضى ميكاسوفسكي بعض الوقت كمدرس خاص وصحفي لمجال الموسيقى. خدم مياسكوفسكي خلال الحرب العالمية الأولى على الجبهة القتالية لمدة ثلاث سنوات، ثم عمل على التحصينات العسكرية. وينعكس بعض من هذه المحن في سمفونيتيه الرابعة والخامسة.
في عام 1921، أصبح مياسكوفسكي أستاذاً للتلحين في معهد موسكو الموسيقي، وهو المنصب الذي شغله حتى وفاته. كما تم تعيينه محررًا في دار النشر للموسيقى (1922-1931). في السنوات الأخيرة من حياته، أصبح مستشارًا لإذاعة الموسيقى في لجنة إذاعة الاتحاد، واحتل كذلك مكانًا مهمًا في اتحاد الملحنين السوفييتيين. رافق تلحينه لسمفونيته السادسة دخول الأفكار القومية إلى موسيقاه. الحركة الرابعة في سيمفونيته السادسة هي استفزاز للثورة الروسية. سيمفونيته الثانية عشر (1931-1932)، التي تم تلحينها إحياءً للذكرى الخمسين للثورة، كانت أول أعماله السوفييتية الصريحة بالإضافة إلى تجسيدها لماضي، حاضر ومستقبل القرية الروسية.
في عام 1940، حصل مياسكوفسكي على درجة الدكتوراه الشرفية في الفن من معهد موسكو الموسيقي. سيمفونيته الحادية والعشرون من ذلك العام، التي لحنها بمناسبة الذكرى الخمسين لسمفونية شيكاغو، نال مياسكوفسكي بفضلها على أولى جوائز «ستالين» (جائزة الاتحاد السوفييتي الحكومية) من بين جوائز ستالين الأخرى التي حصل عليها، وقد بقيت هذه السمفونية أفضل أعماله المعروفة إلى هذا اليوم. خلال الحرب العالمية الثانية تم نقله إلى القوقاز، فيما بعد إلى تبليسي ومن ثم قيرغيزيا. المصاعب التي عاشها لم تمنعه من تأليف الموسيقى، فقد أكمل مياسكوفسكي سيمفونيتين، كونشيرتو للتشيلو، وأعمال أخرى خلال تلك السنوات.
على الرغم من المكانة والمنصب البارزين الذين شغلهما في الجمعية الموسيقية الروسية ولقب«فنان الشعب» الذي حاز عليه في عام 1946، كان مياسكوفسكي أحد الملحنين - إلى جانب سيرغي بروكوفييف، دميتري شوستاكوفيتش، آرام خاتشاتوريان، وغيرهم – الذين شُجبوا في عام 1948 من قبل اللجنة المركزية للحزب الشيوعي بسبب استعماله للشكلية والحداثة، وتجاهل احتياجات الشعب السوفييتي والمجتمع.
لم يُنتقد بدرجة القسوة التي انتُقد بها الآخرون، لكن الطابع المتشائم لموسيقاه كان موضع ملاحظة، وقد اتُهم، من خلال تعليمه، بإدخال «موسيقى غير متناغمة إلى النظام التعليمي السوفييتي».
كان مياسكوفسكي مريضا جدا في هذا الوقت، لكنه تمكن من الرد جزئيا على الاتهامات الموجهة ضده عن طريق سيمفونيته السابعة والعشرين (1949-1950)، التي عرضت للمرة الأولى بعد أربعة أشهر من وفاته وفاز، بعد وفاته، بثالث جوائزه «ستالين» (Stalin Prize).
لحن مياسكوفسكي سبعًا وعشرين سمفونية، وثلاث عشرة رباعية للآلات الوترية، وتسع سوناتات بيانو، ومجموعة من الأعمال الأخرى. من بين العديد من طلاب معهد موسكو الموسيقي كان أرام خاتشوريان ودميتري كاباليفسكي. كان كرمه كمعلم قد أكسبه لقب «ضمير موسكو الموسيقي» ("the musical conscience of Moscow"). عند وفاته، بعد ثمانية عشر شهرًا فقط من شجبه، مجده مجلس الوزراء السوفيتي باعتباره «موسيقيًا سوفييتيًا مرموقًا وفنانًا شعبيًا».

## روابط خارجية
- نيكولاي مياسكوفسكي على موقع IMDb (الإنجليزية)
- نيكولاي مياسكوفسكي على موقع مونزينجر (الألمانية)
- نيكولاي مياسكوفسكي على موقع ميوزك برينز (الإنجليزية)
- نيكولاي مياسكوفسكي على موقع أول ميوزيك (الإنجليزية)
- نيكولاي مياسكوفسكي على موقع ديسكوغز (الإنجليزية)